# Narasimhanaickenpalayam
Narasimhanaickenpalayam é uma panchayat (vila) no distrito de Coimbatore, no estado indiano de Tamil Nadu.

## Demografia
Segundo o censo de 2001,  Narasimhanaickenpalayam  tinha uma população de 11,005 habitantes. Os indivíduos do sexo masculino constituem 51% da população e os do sexo feminino 49%. Narasimhanaickenpalayam tem uma taxa de literacia de 78%, superior à média nacional de 59.5%: a literacia no sexo masculino é de 83% e no sexo feminino é de 73%. Em Narasimhanaickenpalayam, 10% da população está abaixo dos 6 anos de idade.